# フュルト - ヴュルツブルク線
フュルト - ヴュルツブルク線 （フュルト - ヴュルツブルクせん、ドイツ語: Bahnstrecke Fürth–Würzburg）とは、ドイツ連邦共和国のバイエルン州フュルトのフュルト中央駅から同州ヴュルツブルクのヴュルツブルク中央駅に至る全長94.8kmのドイツ鉄道の路線である。

## 沿線概況

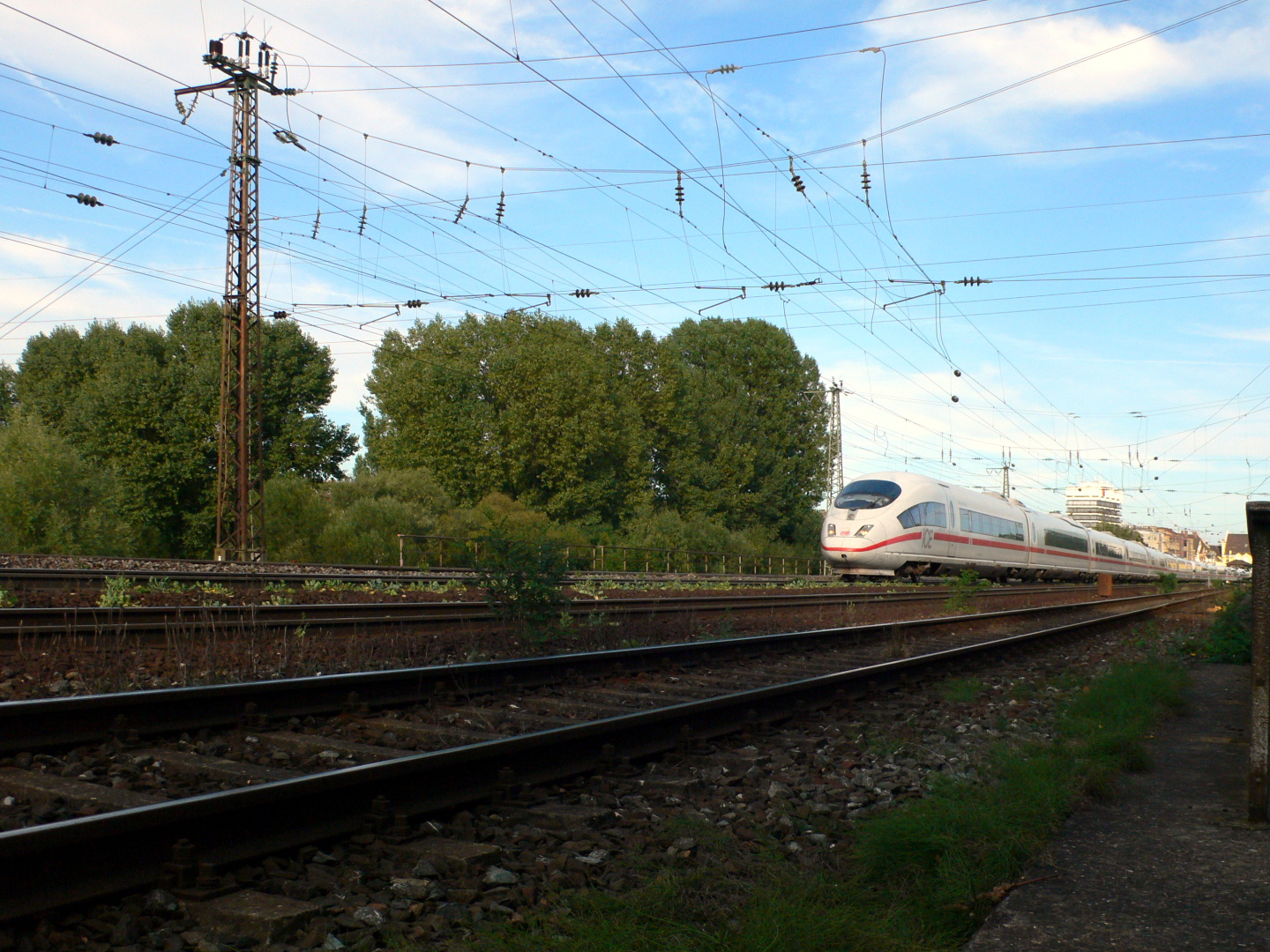
七アーチ橋の上で走行するICE列車

ニュルンベルク中央駅とヴュルツブルク中央駅の間に高速列車はこの路線で毎時2本ずつ運行されており、貨物輸送の部門にも重要な意味がある。
列車はフュルト中央駅を出発すると、すぐレドニツ川上の七アーチ橋 (Siebenbogenbrücke) を通過する。バンベルク方面とカドルツ方面の線路がこの路線から別れて、この路線はマイン・ドナウ運河を横切りジーゲルスドルフに至る。ノイシュタット駅でシュタイナッハ方面の支線 (Nebenbahn) がこの路線から別れ、1993年までアイシュ谷線が分岐した。
列車はアイシュ川の橋を渡って、高速運行区間に進入する。1999年5月からノイシュタット (アイシュ) - イプホーフェン区間は連続列車制御装置の設置で、最高速度は200 km/hまで上がっている。列車はイプホーフェン駅とマイン川の橋梁を通過し、キッツィンゲン駅に至る。シュヴァインフルト方面の貨物線はキッツィンゲンから2014年まで分岐した。以後この路線は二つのアウトバーンの下を横切り、ルートヴィヒ西部鉄道の一部のヴュルツブルク - バンベルク線と合流して、ロテンドルフ駅に至る。フランケン線との接続直後、この路線は終着駅のヴュルツブルク中央駅に至る。

## 歴史

### バイエルン王立鉄道
フュルト - ロッテンドルフ間86kmはルートヴィヒ南北鉄道のニュルンベルク中央駅とルートヴィヒ西部鉄道のヴュルツブルク中央駅を結ぶ短絡線として建設されたのが始まりである。1854年7月1日にロッテンドルフ - ヴュルツブルク間8.0kmが開業した。ニュルンベルク - ロッテンドルフ間は1865年6月19日に完成した。同時にロッテンドルフ - ヴュルツブルク間8kmが複線化された。
1886年7月1日にヴュルツブルク砲兵隊駅（旧ハイムガルテン駅）- ロッテンドルフ駅間に重大な列車衝突事故が発生して、同月13日まで18人が死亡した。事故原因はシュトゥットガルト発列車が分岐器の誤作動のため間違った線路で走行したのであった。1889年12月8日にバイエルン王国議会はフュルト - ロッテンドルフ間の複線工事を承認した。1891年にその区間は2番目の線路で改修された。

### ドイツ国営鉄道
1928年6月10日にミュンヘン発D47夜行列車がジーゲルスドルフ駅の西側で、S3/6型機関車の脱線のため、転覆した。この事故で24人が死亡して128人が負傷を負った。1939年にアウラッハ鉄道橋は改築されて、既存のレンズ形状構造（Fischbauchträger）は上部の鉄骨構造に置き換えられた。1945年、第二次世界大戦の末期にマイン川鉄道橋およびアウラッハ鉄道橋が爆破されて、同年10月頃に列車通行が可能となった。

### ドイツ連邦鉄道
1952年8月8日にノイシュタット駅に電柱がはじめに建てられたことで電化工事が開始されて、1954年10月2日に完了した。1960年代に自動車道A3の建設用荷役場がデッテルバッハ駅で設置されて、主に砂利・砂・砕石の石材、アスファルト、起重機燃料などが運搬された。建設工事は完了したのちに、荷役施設は撤去された。1962年に列車無線通信施設（Zugbahnfunk）がはじめに導入された。また踏切は1960年代に高架橋や地下道に置き換えられた。
ドイツ連邦交通計画1973により、115項目の工事が計画されて、主要内容はロッテンドルフ - ヴュルツブルク間の三番目線路設置、両渡り線の停車場区内設置、自動閉塞装置の密集および最適化であった。工事は1980年に開始されて、1985年7月にロッテンドルフ - ヴュルツブルク間の三線複線は完工した。残余工事は1980年代末に完了して、総費用は約1億8400万マルクであった。
1981年にニュルンベルクSバーンの第二次段階が企画されたときに、フュルト - ジーゲルドルフ間の改修はSバーン列車向けに計画されたものの、緩行線設置は長い間に実行されていなかった。
ドイツ連邦交通計画1985により、この路線は改修区間ABS 8/2と指定されて、1985年当時約2億7200万マルクの予算が算定された。最高速度向上はニュルンベルク - ノイシュタット間で160 km/hに、ノイシュタット - イプホーフェン間で200 km/hに、イプホーフェン - ヴュルツブルク間で140 km/hに企てられた。プロジェクト計画案に関する契約は1988年11月18日に締結されて、1992年4月に高速化の起工式が行われてた。速度向上のために曲率半径の増加により線形が改善されてカントが160 mmまで高まった。

### ドイツ鉄道
1999年5月にノイシュタット - イプホーフェン間の最高速度は200km/hに引き上げられて、その目的で連続列車制御装置が備えられた。高速区間の改修費用は約1億6000万マルクであった。列車通行量の増大のために連続列車制御装置を拡張する計画案は実行されていなかった。
アウラッハ川の橋梁は第二次世界大戦の終戦後に復旧されたものの、盛り土が不安定で繰り返して改修されねばならなかった。新しい鉄道橋の建設は2014年5月に始まり、2016年11月に完了した。橋梁は長さ528 m、高さ40 m、鉄骨コンクリート構造で、既存橋梁より北側へ建設された。列車の最高走行速度は110 km/hから140 km/hに向上して、車体傾斜車両の場合、160 km/hとなった。

## 運行形態

### 広域輸送
ミュンヘン - ハンブルク間にICE25系統が2時間おきに、ミュンヘンからルール方面に41系統が1時間おきに、フランクフルト - ウィーン間に91系統が2時間おきに運行されている。ICはマインツ - ヴュルツブルク - ニュルンベルク - パッサウ間に31系統が運行されている。

### 地域輸送
フュルト - デテルバッハ間はニュルンベルク広域運輸連合 (Verkehrsverbund Großraum Nürnberg, VGN) の管轄下にあり、マルクト・ビバート - ヴュルツブルク間はマイン＝フランケン運輸連合（Vehrkehrsverbund Main-franken, VVM）の区域に属する。
- 快速列車 (RE 10) : ニュルンベルク - フュルト - ジーゲルスドルフ - エムスキルヒェン - ノイシュタット - マルクトビバルト - イプホーフェン - キッツィンゲン - ブッフブルン＝マインシュトクハイム - デッテルバッハ - ロテンドルフ - ヴュルツブルク。60分ごとに運行。使用車両はコラディア・コンチネンタルのドイツ鉄道440形電車。通勤時間帯にキッツィンゲン - ヴュルツブルク間追加運行[21]。
- 普通列車 (RB 12) : フュルト - ウンターフュルベルク - ブルクファルンバッハ - ジーゲルスドルフ - ヴィルヘルムスドルフ - マルクト・エアルバッハ。60分間隔。使用車両はコラディアLINTのドイツ鉄道648形気動車。
- Sバーン () : ニュルンベルク - フュルト - ウンターフュルベルク - ブルクファルンバッハ - ジーゲルスドルフ - プシェンドロフ - ハーゲンビュヒアッハ - エムスキルヒェン - ノイシュタット中駅 - ノイシュタット（- マルクトビバルト）。60分間隔[21]。使用車両はDB425形電車。